# No More Rain (In This Cloud)
«No More Rain (In This Cloud)» es una canción interpretada por la cantautora estadounidense Angie Stone. Fue publicada el 17 de agosto de 1999 como el sencillo principal de su primer álbum de estudio Black Diamond.

## Composición y arreglos
La canción fue compuesta en un compás de 4
4 con un tempo de 72 pulsaciones por minuto y está escrita en la tonalidad de fa mayor. Las voces van desde F3 a C5. «No More Rain (In This Cloud)» ha sido descrita como una canción de neo-soul. Fue escrita por Stone junto con Bert Williams y Gordon Chambers para el álbum de estudio debut de Stone, Black Diamond (1999),  mientras que la producción estuvo a cargo de Stone. La canción se basa en una muestra de «Neither One of Us (Wants to Be the First to Say Goodbye)», canción escrita por Jim Weatherly e interpretada por Gladys Knight & the Pips. Debido a la inclusión de la muestra, Weatherly también se acredita como compositor.

## Posicionamiento

### Gráfica semanal
| Gráfica (1999–2000)                              | Pico de posición |
| ------------------------------------------------ | ---------------- |
| Estados Unidos (Billboard Adult R&B Songs)       | 1                |
| Estados Unidos (Billboard Hot 100)               | 56               |
| Estados Unidos (Billboard Hot R&B/Hip-Hop Songs) | 9                |
| Países Bajos (Single Top 100)                    | 90               |

### Gráfica de fin de año
| Gráfica (2000)                                   | Pico de posición |
| ------------------------------------------------ | ---------------- |
| Estados Unidos (Billboard Hot R&B/Hip-Hop Songs) | 41               |